# 保禄市
保祿市是越南西原林同省下轄的一個省轄市。面積235.3平方公里，2018年总人口170920人。

## 地理
地名保禄由越南共和国總統吳廷琰改自格贺语古稱B'lao（芙蔞）。今日保禄市嵌入保林县，西南接达怀县。

## 历史
1976年2月，保禄市区域隶属保禄县，划归林同省管辖。
1979年3月14日，保禄县析置达怀县；保禄县仍辖禄林社、禄南社、禄胜社、禄安社、禄清社、禄山社、禄进社、禄北社、禄义社、禄城社、禄峨社、禄发社、禄洲社、禄新社和保禄市镇1市镇14社。
1983年3月28日，禄义社析置禄德社。
1994年7月11日，保禄县分设为保禄市社和保林县；保禄市镇分设为第一坊、第二坊和保禄坊，禄新社以丹博利村析置丹博利社，禄进社改制为禄进坊，禄山社改制为禄山坊，禄发社改制为禄发坊；保禄市社下辖第一坊、第二坊、保禄坊、禄山坊、禄发坊、禄进坊、禄洲社、丹博利社、禄清社、禄峨社6坊4社。
1999年6月18日，禄洲社析置大劳社。
2009年3月11日，保禄市社被评定为三级城市。
2010年4月8日，保禄市社改制为保禄市。

## 行政区划
保禄市下辖6坊5社，市人民委员会位于第一坊。
- 第一坊（Phường 1）
- 第二坊（Phường 2）
- 保禄坊（Phường B'lao）
- 禄发坊（Phường Lộc Phát）
- 禄山坊（Phường Lộc Sơn）
- 禄进坊（Phường Lộc Tiến）
- 大劳社（Xã Đại Lào）
- 丹博利社（Xã Đạm Bri）
- 禄洲社（Xã Lộc Châu）
- 禄峨社（Xã Lộc Nga）
- 禄清社（Xã Lộc Thanh）